# Джибутийско-российские отношения
Джибути́йско-российские отноше́ния — двусторонние дипломатические отношения между Джибути и Россией.

## История
Русская экспедиция во главе с Николаем Ивановичем Ашиновым пыталась основать колонию на территории современного Джибути, Сагалло в 1889 году, но эти планы провалились.
Дипломатические отношения между СССР и Джибути были установлены 3 апреля 1978 года. В январе 1992 года правительство Джибути признало Российскую Федерацию в качестве правопреемницы СССР.
Между странами подписаны Соглашение о воздушном сообщении (1982), Соглашение о сотрудничестве в области информации (1987), Торговое соглашение (1990) и Соглашение о культурном и научном сотрудничестве (1995). В учебных заведениях СССР и России получили образование более 50 граждан Джибути. Россия неоднократно оказывала гуманитарную помощь Джибути в связи со стихийными бедствиями.
Послом России в Джибути является Михаил Голованов (с 2019 года). Посол Джибути в России — Мохамед Али Камиль (с 2014 года).